# مریم رادپور
مریم رادپور (زادهٔ ۵ آذر ۱۳۴۹ در تهران) صداپیشه، مدیر دوبلاژ و مجری با سابقه ایرانی است، او که از ۲۲ سالگی کار حرفه‌ای خود را در دوبله آغاز کرد، پيشينهٔ گزارش‌گری و اجرا برای تلویزیون را نیز در کارنامهٔ هنری خود داراست؛ از جمله حرف اول و آخر برنامهٔ نیمرخ و اجراء برنامه‌های طنین، ده صدف و مسابقهٔ شبانه، در كنار اجراء بخشی کوتاه (به نام «کهنه‌های همیشه نو» با حضور مرتضی احمدی) در برنامهٔ صبح عالی بخیر.

## فعالیت‌ها
برخی از فعالیتهای رادپور در دوبلاژ:
| سریال                         | فیلم سینمایی                                                              | برنامه کودک                    |
| ----------------------------- | ------------------------------------------------------------------------- | ------------------------------ |
| جواهری در قصر (ملکه)          | بب                                                                        | ساعت برنارد (نریشن)            |
| امپراتور دریا (جانگ هوا)      | دریای درون                                                                | کوهستان سرد (رنه زلونگر)       |
| تاجر پوسان (چائی یون + سورای) | تلفن قرمز                                                                 | جنگجویان رودخانه وحشی (ین فیر) |
| هشدار برای کبرا ۱۱ (آندرا)    | اتاق پسر                                                                  | پاندای کونگ فو کار (ببر)       |
| پزشکان (میخالو)               | بچه‌های مدرسه اوکاتا                                                       | سایمون درسرزمین نقاشیها        |
| پلیس مخفی (انجو)              | هیاهوی بچه                                                                | پویانمائی «خرس قهوه‌ای» (نیتا)  |
| لحظه‌های دشوار (حنان)          | سلطه بر من                                                                |                                |
| افسانه جومونگ (بانو سویا)     | شلیک ازفاصله نزدیک                                                        |                                |
| ۲۴ (نینا مایرز)               | زوفی شل (سوفی شل)                                                         |                                |
| سرآشپز                        | میلیونها (مادر)                                                           |                                |
|                               | کمربند قرمز (امیلی مورتیمر در نقش لُرا بلک)                                |                                |
|                               | ددپول (مورنا باکارین در نقش ونسا)                                         |                                |
|                               | ددپول ٢ (مورنا باکارین در نقش ونسا)                                       |                                |
|                               | آفرین پدر (مینیشا لامبا در نقش موسکان)                                    |                                |
|                               | کونگ: جزیره جمجمه (بری لارسون در نقش میسون ویور)                          |                                |
|                               | آخرین مسافر (کارا توینتون در نقش سارا بارول)                              |                                |
|                               | دزدان دریایی کارائیب: مردگان قصه نمی‌گویند (گلشیفته فراهانی در نقش شان سا) |                                |
|                               | شاهزاده ایران (جما آرترتون در نقش تهمینه)                                 |                                |
|                               | عشق (کاجول در نقش کاجال)                                                  |                                |
|                               | راکی ۳                                                                    |                                |